# Lemuy
Lemuy ist eine Gemeinde im französischen Département Jura in der Region Bourgogne-Franche-Comté.

## Geographie
Lemuy liegt auf 630 m, etwa 18 Kilometer nördlich der Stadt Champagnole (Luftlinie). Das Bauerndorf erstreckt sich im Jura, auf einem ausgedehnten Plateau am Westrand der Forêt de la Joux, am Rand der sumpfigen Ebene des Lizon Supérieur (auch Ruisseau de Lemuy genannt).
Die Fläche des 21,33 km² großen Gemeindegebiets umfasst einen Abschnitt des französischen Juras. Der zentrale Teil des Gebietes wird von der breiten Niederung von Lemuy eingenommen, die früher eine ausgedehnte Moorfläche bildete, heute jedoch überwiegend drainiert ist. In dieser Niederung vereinigen sich die Bäche Ruisseau des Joncs und Ruisseau de Montorge mit dem Lizon Supérieur, welcher das Gebiet nach Norden entwässert. Am Fuß der Côte Ribalet versickert der Lizon Supérieur, der zum Einzugsgebiet der Source du Lison bei Nans-sous-Sainte-Anne gehört. Im Westen reicht der Gemeindeboden auf die bewaldete Anhöhe von Saint-Claude. 
Nach Osten erstreckt sich das Gemeindeareal in das Waldgebiet der Forêt de la Joux. Auf einem Kamm, der gemäß der Streichrichtung des Juras in diesem Gebiet in Richtung Südwest-Nordost orientiert ist, wird mit 885 m ü. M. die höchste Erhebung von Lemuy erreicht. Im äußersten Osten reicht das Gebiet bis an den Rand der Hochfläche des zweiten Juraplateaus.
Zu Lemuy gehören der Weiler Pont-à-Moujard (616 m) am Fuß der Côte Ribalet nahe der Versickerungsstelle des Lizon Supérieur sowie einige Einzelhöfe. Nachbargemeinden von Lemuy sind Dournon und Arc-sous-Montenot im Norden, Villers-sous-Chalamont und Boujailles im Osten, Supt und Montmarlon im Süden sowie Andelot-en-Montagne, Thésy und Abergement-lès-Thésy im Westen.

## Geschichte
Erstmals urkundlich erwähnt wird Lemuy bereits im 11. Jahrhundert. Der Ortsname ist vermutlich keltischen Ursprungs. Seit dem 13. Jahrhundert ist die Adelsfamilie von Pont-à-Moujard erwähnt, deren Schloss auf Befehl des Königs Ludwig XIV. abgerissen wurde. Zusammen mit der Franche-Comté gelangte Lemuy mit dem Frieden von Nimwegen 1678 an Frankreich.

## Sehenswürdigkeiten
Die Dorfkirche Saint-Maurice in Lemuy wurde im 19. Jahrhundert errichtet und besitzt eine Kanzel aus dem 18. Jahrhundert. In der Kapelle des Pfarrhauses (19. Jahrhundert) befindet sich die Statue Notre-Dame-des-Aventures, die aus dem 15. Jahrhundert stammt. In einer Waldlichtung westlich des Dorfes steht die Kapelle Saint-Claude aus dem 19. Jahrhundert. Das Steinkreuz in Pont-à-Moujard wurde im 16. Jahrhundert erstellt.

## Bevölkerung
| Jahr                       | 1962 | 1968 | 1975 | 1982 | 1990 | 1999 | 2004 | 2017 |
| -------------------------- | ---- | ---- | ---- | ---- | ---- | ---- | ---- | ---- |
| Einwohner                  | 288  | 273  | 294  | 306  | 291  | 264  | 252  | 238  |
| Quellen: Cassini und INSEE |      |      |      |      |      |      |      |      |

Mit 239 Einwohnern (Stand 1. Januar 2022) gehört Lemuy zu den kleinen Gemeinden des Départements Jura. Nachdem die Einwohnerzahl in der ersten Hälfte des 20. Jahrhunderts deutlich abgenommen hatte (1881 wurden noch 437 Personen gezählt), wurden seit Beginn der 1960er Jahre nur noch geringe Schwankungen verzeichnet. In letzter Zeit erfolgte jedoch wieder ein langsamer Rückgang der Bevölkerungszahl.

## Wirtschaft und Infrastruktur
Lemuy war bis weit ins 20. Jahrhundert hinein ein vorwiegend durch die Landwirtschaft und die Forstwirtschaft geprägtes Dorf. Daneben gibt es heute einige Betriebe des lokalen Kleingewerbes, hauptsächlich der Holzverarbeitung und des Einzelhandels. Mittlerweile hat sich das Dorf auch zu einer Wohngemeinde gewandelt. Viele Erwerbstätige sind Wegpendler, die in den größeren Ortschaften der Umgebung ihrer Arbeit nachgehen.
Die Ortschaft liegt abseits der größeren Durchgangsstraßen an einer Departementsstraße, die von Andelot-en-Montagne nach Dournon führt. Weitere Straßenverbindungen bestehen mit Thésy, Abergement-lès-Thésy, Arc-sous-Montenot und Montmarlon.

## Weblinks

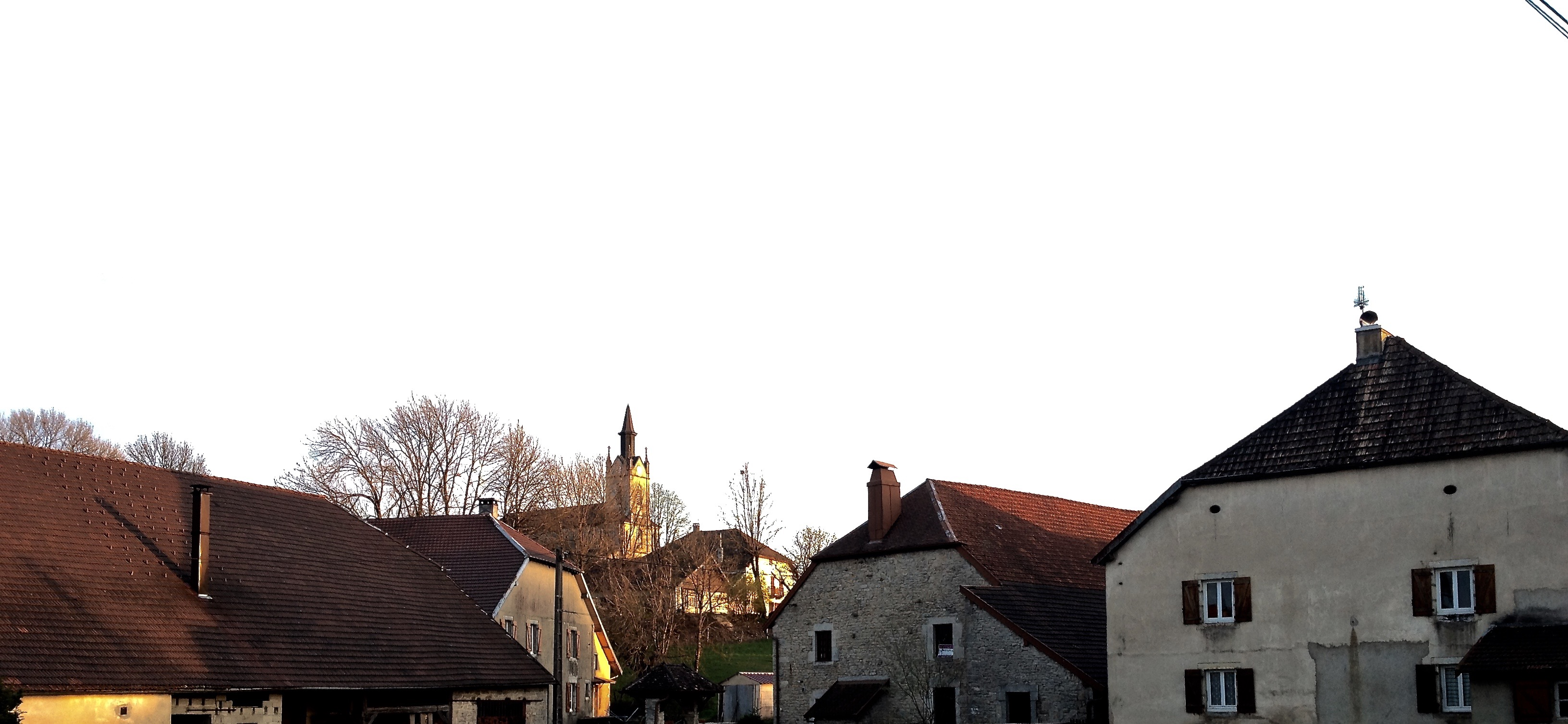
Blick zur Kirche Saint-Maurice